# Örn Clausen
Örn Clausen (né le 8 novembre 1928 à Reykjavik et mort le 12 décembre 2008 dans la même ville) est un athlète islandais spécialiste du décathlon, qui a participé aux Jeux olympiques et a remporté une médaille d'argent aux championnats d'Europe en 1950. Son frère jumeau Haukur Clausen a également participé aux Jeux olympiques.

## Biographie

### Palmarès
| Date | Compétition           | Lieu      | Résultat | Épreuve   | Performance |
| ---- | --------------------- | --------- | -------- | --------- | ----------- |
| 1948 | Jeux olympiques d'été | Londres   | 12e      | Décathlon | 6 444 pts   |
| 1948 | Jeux olympiques d'été | Londres   | Séries   | 100 m     | 11 s 22     |
| 1950 | Championnats d'Europe | Bruxelles | 2e       | Décathlon | 7 297 pts   |

### Records
| Épreuve   | Performance | Lieu      | Date            |
| --------- | ----------- | --------- | --------------- |
| Décathlon | 7 453 pts   | Reykjavik | 30 juillet 1951 |